# Machine with Concrete
Machine with Concrete (littéralement Machine avec du béton) est une œuvre d'art cinétique d'Arthur Ganson.

## Description
Machine with Concrete consiste en un simple train d’engrenages, monté sur une planche de bois, mû par un moteur électrique et terminé par un bloc de béton. Le train est composé de 12 vis sans fin et roues dentées successives, chaque vis sans fin faisant tourner une roue dentée, l'axe de cette dernière étant relié à la vis sans fin suivante. L'axe du moteur porte la première vis sans fin, tandis que l'axe de la dernière roue dentée est physiquement encastré dans le bloc de béton, ce qui l'empêche de tourner.

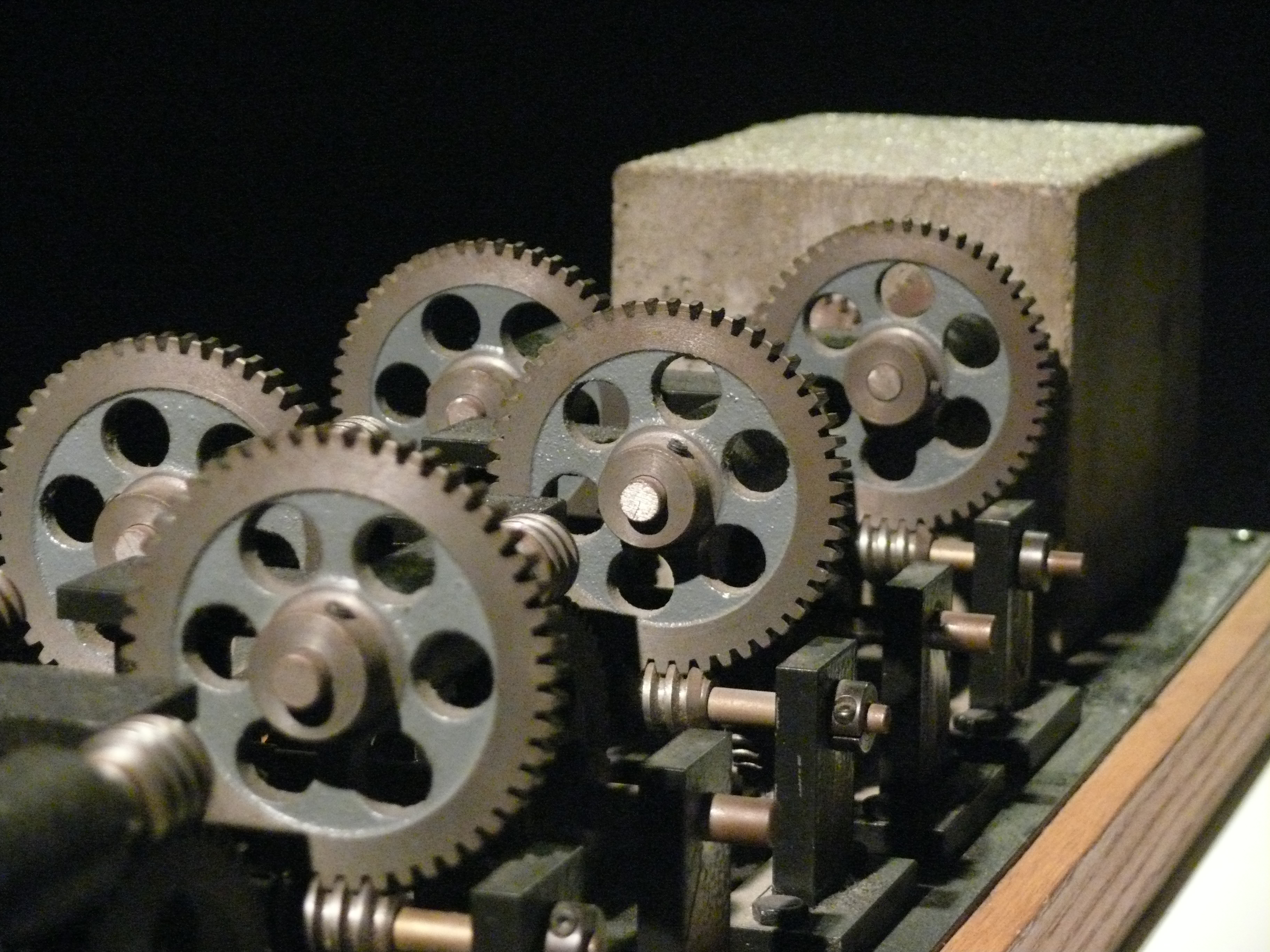
Détail de la partie terminale du train d’engrenages. L'axe de la dernière roue est encastré dans le bloc de béton à l'arrière plan.

Le rapport de transmission de chaque couple vis sans fin/roue dentée est de 1/50, chaque roue tournant 50 fois moins vite que la vis sans fin associée, et donc que la roue précédente. Avec 12 roues, le rapport final est ainsi de (1/50)12, soit 1/244 140 625 000 000 000 000. Le moteur tournant initialement à 200 tours par minute, il faudrait théoriquement à la dernière roue dentée plus de deux billions d'années pour effectuer une rotation complète, si elle n'était pas en premier lieu fixée dans le bloc de béton,.

## Historique
Arthur Ganson reprend ultérieurement le concept de Machine with Concrete pour concevoir Beholding the Big Bang (« regarder le Big Bang »), un train d’engrenages entraîné par un moteur et dont le dernier élément, également figé dans du béton, mettrait théoriquement 13,7 milliards d'années pour effectuer une révolution, soit l'âge de l'univers. L’œuvre a fait partie de l'exposition Imagining Deep Time en 2014 à l'Académie nationale des sciences américaine et est présentée au MIT Museum (en)
Le 1er mars 2020, à l'occasion de sa milliardième seconde de vie, le designer néerlandais Daniel de Bruin enclenche une machine de sa conception qui reprend le principe des œuvres d'Arthur Ganson mentionnées et permet de « visualiser un gogol ». Elle présente en effet un rapport de réduction égal à 10100, grâce à un train d’engrenages composé de cent roues réalisant une réduction de 1/10e chacune. Le « réducteur de vitesse le plus grand de l'univers » consommerait ainsi toute l'énergie de l'univers avant de parvenir à faire faire un tour à la dernière roue, donnant un autre sens à l’œuvre originelle.